# Unbelievable
"Unbelievable" är en låt av den svenska sångerskan och Idol 2014-vinnaren Lisa Ajax, utgiven den 5 december 2014. Låten är skriven av Fame Factory-deltagaren Jimmy Jansson, Micha Wilshire och Lori Wilshire. 
Ajax fick "Unbelievable" som sin vinnarlåt när hon vann Idolfinalen som stod mellan henne och tvåan Mollie Lindén i Globen i Johanneshov, Stockholm den 5 december 2014.
Låten låg på första plats på Itunes i en vecka efter finalprogrammet. 
På Spotify hamnade den på åttonde plats över mest strömmade låtar i Sverige.

## Listplaceringar
| Lista (2014) | Topplacering |
| ------------ | ------------ |
| Sverige      | 14           |

### Fotnoter
1. ↑  ”Unbelievable”. Swedishcharts. 6 mars 2014. http://www.swedishcharts.com/showitem.asp?interpret=Lisa+Ajax&titel=Unbelievable&cat=s. Läst 10 januari 2015.